# Inmigración alemana en Ecuador

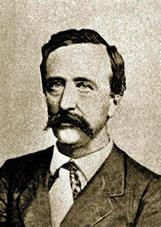
Antonio Neumane, creador de la música del Himno Nacional del Ecuador.

La inmigración alemana en Ecuador se desarrolló de manera masiva especialmente a mediados del siglo XIX, en la que cientos o miles de alemanes, de distintos niveles culturales, políticos y sociales migraron hacia Ecuador.
Las visitas alemanas al Ecuador abarcan a botánicos, petrógrafos, geólogos, andinistas (que llegan a la cumbre del volcán Cotopaxi), orquideólogos, químicos, geógrafos y cartógrafos como el alemán Carl Troll. El viajante Friedrich Gerstäcker escribió la primera novela sobre las revoluciones ecuatorianas: General Franco. Una vida ecuatoriana (1860). 
La inmigración alemana en Ecuador se concentró principalmente en la provincia de Manabi y la provincia de Guayas asentándose en las ciudades de Manta, Chone, Santa Ana, Portoviejo, Bahía de Caraquez, Jama, Jipijapa y Guayaquil. También en la sierra ecuatoriana en las ciudades de Quito, Loja y Cuenca. Un gran número de alemanes también se asentaron en los pueblos de Zaruma, Piñas, Portovelo y Arenillas en la Provincia de El Oro.
Gran parte de ellos llegaron por la temporada del boom del Cacao al inicio del siglo XIX y a mediados del siglo XX. En su mayoría colaboraron en el sector industrial, y pesquero del país. 
A principios del siglo XX, durante la primera y Segunda Guerra Mundial, la gran parte de los emigrantes alemanes desembarcaron en la costa del Ecuador. 
La familia Real alemana más destacada en esos tiempos fue la de los Condes de Luxburg, Príncipes de Schoneaich-Carolath y Príncipes de Carolath-Beuthen Que tuvo mucha influencia en Ecuador y los países adjuntos durante este tiempo de la historia. Karl Graf von Luxburg inclusive estaba en constantes negociaciones con los gobiernos adjuntos para hacer un país especialmente para los alemanes. Por medio de golpe de Estado o compra del gobierno.
En 1935, Llegaron profesores alemanes en Física, Matemática, Química y Astronomía; el astrónomo Odermatt -director del Observatorio de Quito-, el geólogo Walter Sauer, que realizó el primer atlas geográfico del país. Después de 1945, continuaron las expediciones alemanas, y se publicaron obras como la ilustración Flora del Ecuador, de Erwin Paetzel. 
La inmigración se dio también en Guayaquil, en donde fundaron el primer colegio alemán de Guayaquil: Colegio Alemán Humboldt, fue fundado oficialmente el 10 de marzo de 1959 por Richard Zeller, entonces presidente del directorio. La historia del colegio se remonta sin embargo a 1957 cuando la parvularia Renate Lembke fundó un kindergarten para hijos de inmigrantes alemanes en el centro de la ciudad de Guayaquil, al cual con el tiempo se le sumó una escuela primaria. Ya en 1958 la entonces escuela primaria era muy grande para el predio y se decidió mudarla a un nuevo local más grande en el recién inaugurado barrio Urdesa. La escuela contaba ya con un segundo grado de educación primaria.
El patrocinio de la República Federal de Alemania comenzó en 1960, cuando llegaron los primeros profesores desde aquel país. La escuela contaba ya con la educación primaria completa según el sistema educativo alemán, lo cual en Ecuador es el cuarto grado de educación primaria. 1960 fue también el último año en el cual Renate Lembke sirvió como directora del colegio.